# Терехово (деревня, Москва)
Терехово — деревня в Троицком административном округе Москвы  (до 1 июля 2012 года в составе Подольского района Московской области). Входит в состав поселения Михайлово-Ярцевское.

## Население
Согласно Всероссийской переписи, в 2002 году в деревне проживало 13 человек (6 мужчин и 7 женщин). По данным на 2005 год в деревне проживало 23 человека.

## Расположение
Деревня Терехово расположена примерно в 21 км к западу от центра города Подольска. На западе граничит с деревней Дешино. У южной границы деревни Терехово проходит Московское малое кольцо, в 1,5 км восточнее проходит Калужское шоссе. Рядом с деревней протекает река Пахра.

## Территории,улицы,переулкиимикрорайоны(поКЛАДР РФ)
Территории и микрорайоны если присутствуют в списке ниже, на самом деле географически могут и не находиться внутри самой деревни, а бывают разбросаны вокруг неё, на площади в несколько квадратных километров, в границах поселения Михайлово-Ярцевского. Тем не менее, по КЛАДР все они классифицируются, как улицы деревни Терехово, а в названии содержат слово Территория или Микрорайон. Так как эти территории возникали и благоустраивались под началом инициативных групп (правлений СНТ, правлений ДСК, дирекций КП и т.п.), то исторически сложилось, что в границах каждой из этих территорий обычно присутствует территориальное общественное самоуправление:
- Березовая Улица
- Дачная Улица
- Огородный Переулок
- Садовая Улица
- Терехово-2 Улица.